# Kanikuła
Kanikuła (łac. canicula, dosłownie „piesek”) – szczególnie gorąca i parna pora roku. W starożytnym Rzymie, Grecji i Egipcie kojarzono ten okres z występującym wówczas równoczesnym wschodem Słońca i Syriusza (zwanego też w przenośni Kanikuła), najjaśniejszej gwiazdy gwiazdozbioru Psa.
Kanikuła to przenośna nazwa Syriusza, najjaśniejszej gwiazdy gwiazdozbioru Psa (obecnie Wielki Pies). Nazwę tę spotyka się i w późniejszych wiekach, np. znany zbiór poezji Jana Andrzeja Morsztyna nosi tytuł Kanikuła albo Psia Gwiazda.
Współcześnie terminu kanikuła używa się na określenie czasu letnich upałów, bądź okresu wakacji.